# NGC 1620
NGC 1620 é uma galáxia espiral (Sc) localizada na direcção da constelação de Eridanus. Possui uma declinação de -00° 08' 39" e uma ascensão recta de 4 horas, 36 minutos e 37,2 segundos.
A galáxia NGC 1620 foi descoberta em 1 de Janeiro de 1786 por William Herschel.